# 蒙自大丁草
蒙自大丁草（学名：Gerbera henryi）为菊科大丁草属下的一个种。

## 扩展阅读
- 維基物種上的相關：蒙自大丁草